# Гук Ірина Олександрівна
Ірина Олександрівна Гук (нар. 29 листопада 1988, м. Київ) — українська волонтерка. Кавалер ордена княгині Ольги III ступеня (2014).

## Життєпис
Ірина Гук народилася 29 листопада 1988 року в Києві.
Закінчила Інститут журналістики Київського національного університету імені Тараса Шевченка (2009). Працювала журналісткою та копірайтеркою.
Волонтерством захопилася після Революції гідності. Тоді необхідні речі збирала для дитячих і підліткових центрів, а також внутрішньо переміщених осіб зі сходу України.
У 2014 році стала волонтеркою ГО «Народний тил». Відтоді займається тактичною медициною, зокрема постачанням критично важливих медичних засобів для військовослужбових та цивільних.
Від початку повномасштабного російського вторгнення є керівником українського офісу американського фонду «Leleka Foundation». Станом на липень 2023 року організація за приблизними підрахунками на фронт відправили 50 тисяч якісних турнікетів та 17 тисяч аптечок.

## Нагороди
- орден княгині Ольги III ступеня (4 грудня 2014) — за громадянську мужність, вагомий особистий внесок у розвиток волонтерського руху, зміцнення обороноздатності та безпеки Української держави[2];
- медаль «За сприяння Збройним Силам України» (30 листопада 2016)[5];
- відзнака Президента України «Національна легенда України» (23 серпня 2023)[3][6].